# Palazzo della Casa del Mutilato
Palača kuće osakaćenih (tal. Palazzo della Casa del Mutilato) je zgrada koja se nalazi na ulicama via Guantai Nuovi i via Diaz, na trgu Matteotti u Napulju, Italija. To je primjer fašističke arhitekture izgrađene za vrijeme vladavine Benita Mussolinija, baš kao i veliko konveksno pročelje zgrade središnje pošte (Palazzo delle Poste) preko puta.
Zgrada Casa del Mutilato građena je od 1938. do 1940. za Associazione Nazionale fra Mutilati ed Invalidi di Guerra (Nacionalno udruženje vojnika osakaćenih i ratnih invalida). Svečano je otvoren nakon početka Drugog svjetskog rata. Dizajn zgrade naručio je Camillo Guerra.
Riječi Mutilato nasuprot invalidi (invalid) ili feriti (ranjen) ili ofeso (ozlijeđen) ne nedostaje konotacija. Amputacije ili nepopravljive ozljede su bile češće tijekom Prvog svjetskog rata nego u našim sadašnjim sukobima, pa su stoga zaostala opažanja ranjenih uključivala "osakaćene" pojedince, međutim, postojala je fašistička privrženost povijesnoj procjeni Gabrielle D'Annunzio rezultate Pariške mirovne konferencije 1919. za Italiju kao Vittoria Mutilata (Osakaćena pobjeda), te da je ta ideja potaknula uspon nacionalizma. Tako je izraz "mutilato" imao pozitivniji odjek kod sljedbenika fašizma. Više takvih Casa del Mutilato osnovano je u Italiji za pružanje usluga tisućama ranjenih vojnika.
Eksterijer je moderan i strog u svojoj dominaciji kamena. Ulaz na uglu ima okvir od kamenih ploča, koje su izradili Vico Consorti i Giuseppe Pellegrini. Atrij ima monumentalno ulazno stubište nadvišeno kipom Pobjede. Unutrašnjost još uvijek sadrži ukrase koji podsjećaju na fašističku zabavu. Slične poslovne zgrade izgrađene su tijekom Mussolinijeve ere u Milanu i Ravenni.

## Vanjske poveznice
|  | Zajednički poslužitelj ima još gradiva o temi Palazzo della Casa del Mutilato |